# Dirk Galuba

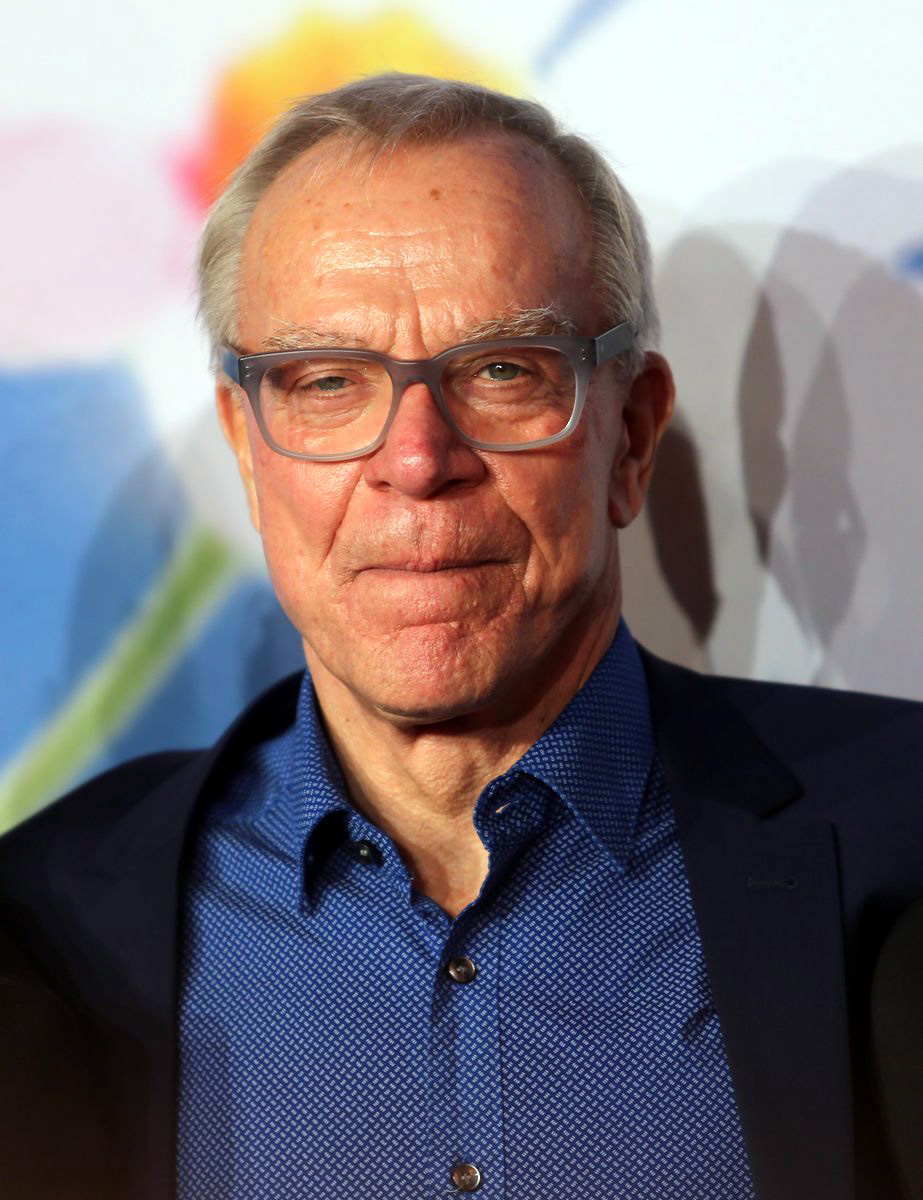
Dirk Galuba (2015)

Dirk Galuba (* 28. August 1940 in Schneidemühl, Provinz Pommern) ist ein deutscher Schauspieler und Synchronsprecher.

## Leben und Wirken

### Ausbildung
Dirk Galuba wuchs in Bremen auf und machte dort sein Abitur. Anschließend begann er ein Medizinstudium an der Westfälischen Wilhelms-Universität in Münster, das er bald zu Gunsten eines Schauspielstudiums abbrach. Anschließend studierte er vier Semester Germanistik und Theaterwissenschaft, bevor er die Westfälische Schauspielschule in Bochum besuchte.

### Karriere
Am Schauspielhaus Bochum erhielt Galuba sein erstes Bühnenengagement. Es folgten bis 1974 feste Theaterstationen am Theater der Stadt Heidelberg und an den Bühnen der Hansestadt Lübeck. Zu seinen Bühnenrollen gehörten in dieser Zeit u. a. Ferdinand in Kabale und Liebe, Orsino in Was ihr wollt und Tempelherr in Nathan der Weise. Seither arbeitet Galuba als freischaffender Schauspieler. Weitere Theaterengagements hatte er an der Komödie Berlin (1977), am Fritz-Rémond-Theater im Zoo in Frankfurt am Main, an der Kleinen Komödie München (1979 und 1982), an den Düsseldorfer Kammerspielen (1982; in Play Macbeth von Pavel Kohout) und am Theater Essen (1985; Titelrolle in Philoktet von Heiner Müller). 1981/1982 trat er in einer Tourneeproduktion neben Maria Schell in dem Theaterstück Elisabeth von England von Ferdinand Bruckner auf.
Seit 1969 ist Galuba als Schauspieler vor der Kamera aktiv und wirkte bisher in über 70 Film-und-Fernsehproduktionen mit. Er spielte den Ole Peters in der Schimmelreiter-Adaption von Alfred Weidenmann, in Lili Marleen unter der Regie von Rainer Werner Fassbinder sowie in fünf Filmen der Tatort-Reihe mit den Kommissaren Flemming, Koch und Ballauf den Kriminalrat Tejung. Daneben hatte er zahlreiche Gastauftritte in Fernsehserien wie Mit Leib und Seele, Die Schwarzwaldklinik, In aller Freundschaft, Ein Fall für zwei, Der Alte, SOKO München, Der Bulle von Tölz und in Steven Spielbergs historischer Miniserie Band of Brothers.
Einem breiten Publikum ist Galuba vor allem durch seine Darstellung zwielichtiger und skrupelloser Charaktere bekannt, wie er sie insgesamt in 22 Episoden der Krimiserie Derrick und in der Sat.1-Serie Die Rote Meile als Kiez-König Wilhelm Kastor verkörperte. In mittlerweile über 4400 Folgen (Stand: April 2025) spielt Galuba in der ARD-Telenovela Sturm der Liebe seit der ersten Folge im September 2005 den Hoteldirektor Werner Saalfeld.

### Als Synchronsprecher
Darüber hinaus lieh Galuba seine tiefe Stimme als Synchronsprecher unter anderem Malcolm McDowell, William Shatner, John Ashton, Ed Lauter, Bubba Smith, Peter Fonda, Fred Ward, Alan Rickman, Stephen McHattie, Charles Napier, Paul Guilfoyle, Joe Don Baker, Christopher Cazenove, David Clennon und Pete Postlethwaite.
Dem Charakter Nago in Hayao Miyazakis Anime-Film Prinzessin Mononoke gab er ebenso seine Stimme wie dem tyrannischen Herrscher des Königreichs Drumm, König Wapol, in der Anime-Serie One Piece. Zeitweise sprach er auch die beiden Zeichentrickfiguren Drederick Tatum und Fat Tony in Die Simpsons.

### Privates
Dirk Galuba ist seit April 2019 in dritter Ehe mit einer Italienerin verheiratet, ist kinderlos und lebt mit seiner Frau im Münchner Stadtteil Solln.

## Filmografie
- 1969: Husch, husch ins Körbchen (Kino)
- 1970: Thomas Chatterton (Theateraufzeichnung)
- 1971: Überlebensgroß Herr Krott – Requiem für einen Unsterblichen (Theateraufzeichnung)
- 1972: Und der Regen verwischt jede Spur
- 1974, 1975: Im Auftrag von Madame (Fernsehserie, verschiedene Rollen, 2 Folgen)
- 1975: Aus Liebe zum Sport (Fernsehserie, Folge: Die Abwerbung)
- 1976: Anita Drögemöller und die Ruhe an der Ruhr (Kino)
- 1976: Tatort: … und dann ist Zahltag (Fernsehreihe)
- 1976–1998: Derrick (Fernsehserie, verschiedene Rollen, 22 Folgen)
- 1977–1997: Der Alte (Fernsehserie, verschiedene Rollen, 9 Folgen)
- 1978: Vorhang auf, wir spielen Mord
- 1978: Der Schimmelreiter (Kino)
- 1978: Die schöne Marianne (Fernsehserie, Folge: Das Duell)
- 1978: Ein typischer Fall
- 1979: Es begann bei Tiffany (Fernsehfilm)
- 1980: Kein Geld für einen Toten
- 1980: Berlin Alexanderplatz (Fernsehserie, Folge: Einsamkeit reißt auch in Mauern Risse des Irrsinns)
- 1980: St. Pauli-Landungsbrücken (Fernsehserie, Folge Hafenforellen)
- 1980: Tatort: Tote reisen nicht umsonst
- 1980, 1986: Polizeiinspektion 1 (Fernsehserie, verschiedene Rollen, 2 Folgen)
- 1981–2006: SOKO München (Fernsehserie, verschiedene Rollen, 9 Folgen)
- 1981–2001: Ein Fall für zwei (Fernsehserie, verschiedene Rollen, 4 Folgen)
- 1981: Lili Marleen (Kino)
- 1982: Büro, Büro (Fernsehserie, Folge: Der kleine, dicke Alf)
- 1982: Die Krimistunde (Fernsehserie, Folge: "Der Antrag")
- 1983: Teufelsmoor (Fernsehserie)
- 1984: Titanic
- 1985: Die Krimistunde (Fernsehserie, Folge: "Der Ersatzmann")
- 1985: Eine Klasse für sich – Geschichten aus einem Internat (Fernsehserie, Folge: Ein Fernsehjournalist sorgt für Aufregung)
- 1985: Die Krimistunde (Fernsehserie, Folge: "Genau die richtige Art von Haus")
- 1985: Die Schwarzwaldklinik (Fernsehserie, 2 Folgen)
- 1986–1993: Der Fahnder (Fernsehserie, verschiedene Rollen, 3 Folgen)
- 1987: Wer erschoss Boro? (Fernsehdreiteiler)
- 1988: Jakob und Adele (Fernsehserie, Folge: Privatdetektive)
- 1988: Tatort: Sein letzter Wille
- 1989: Mrs. Harris fährt nach Monte Carlo
- 1989: Die schnelle Gerdi (Fernsehserie, Folge: Miss Miramare)
- 1989: Praxis Bülowbogen (Fernsehserie, Folge: Kein Stoff, aus dem die Träume sind')
- 1990: Ein Heim für Tiere (Fernsehserie, 2 Folgen)
- 1991: Indio 2 – Die Revolte (Kino)
- 1992: Tatort: Der Mörder und der Prinz
- 1992: Tatort: Unversöhnlich
- 1993: Tatort: Flucht nach Miami
- 1993: Tatort: Gefährliche Freundschaft
- 1994: Tatort: Klassen-Kampf
- 1994: Lutz und Hardy (Fernsehserie, Folge: Ein Auto verschwindet)
- 1995: Dr. Stefan Frank – Der Arzt, dem die Frauen vertrauen (Fernsehserie, Folge: Die Abtreibung)
- 1995: Polizeiruf 110: 1A Landeier (Fernsehreihe)
- 1995: Schwarz greift ein (Fernsehserie, Folge: Ma Beckers Erbe)
- 1995: Tatort: Herz As
- 1995: Hallo, Onkel Doc! (Fernsehserie, Folge: Trauma)
- 1995: Zwei zum Verlieben (Fernsehserie, Folge: Rita)
- 1996: Zwei Brüder: Die Quirini-Affäre (Fernsehreihe)
- 1999: Kanadische Träume – Eine Familie wandert aus (Fernsehvierteiler)
- 1999–2001: Die Rote Meile (Fernsehserie, 18 Folgen)
- 1999: Der Bergdoktor (Fernsehserie, Folge: Nur nicht die Nerven verlieren)
- 2001: Das sündige Mädchen
- 2001: Die Wache (Fernsehserie, Folge: Schmutzige Affäre)
- 2001: Band of Brothers – Wir waren wie Brüder (Band of Brothers, Fernsehserie, Folge: Kriegsende)
- 2002: Der Bulle von Tölz: Mord mit Applaus (Fernsehreihe)
- 2002: Ich lass mich scheiden (Fernsehserie, Folge: Angelina, Angelina!)
- 2002: Der Ermittler (Fernsehserie, Folge: Der letzte Anruf)
- 2002: Forsthaus Falkenau (Fernsehserie, Folge: Hassliebe)
- 2003: Rosamunde Pilcher: Paradies der Träume (Fernsehreihe)
- 2003: SK Kölsch (Fernsehserie, Folge: Köln-Düsseldorfer)
- 2003: SOKO Leipzig (Fernsehserie, Folge: Engel der Nacht)
- 2005: Mit Herz und Handschellen (Fernsehserie, Folge: Bombenstimmung)
- 2005: In aller Freundschaft (Fernsehserie, 3 Folgen)
- seit 2005: Sturm der Liebe (Fernsehserie)
- 2006: Hallo Robbie! (Fernsehserie, Folge: Pferdediebe)
- 2006: Die Wolke (Kino)
- 2006: Wer entführt meine Frau
- 2007: SOKO Köln (Fernsehserie, Folge: Die Tote im Morgengrauen)
- 2010: Eine Sennerin zum Verlieben
- 2011: Utta Danella – Liebe mit Lachfalten (Fernsehreihe)
- 2019: Hubert ohne Staller  (Fernsehserie, Folge: Mord an einer alten Eiche)

## Theater (Auswahl)
- Wallenstein (Theater Heidelberg, als Max Piccolomini)
- Endstation Sehnsucht (als Stanley Kowalski)
- Jedermann
- Das Mädchen Irma la Douce (1979; Kleine Komödie München mit Chariklia Baxevanos als Partnerin)
- Lady Windermeres Fächer (1982; Kleine Komödie München)
- Seid nett zu Mr. Sloan (1982; von Joe Orton)
- Miss Daisy und ihr Chauffeur (Bühnenfassung)

## Hörspiele
- 1999: Ken Follett: Die Säulen der Erde – Regie: Leonhard Koppelmann (Hörspiel (9 Teile) – WDR)